# Alicja Cmoluchowa
Alicja Cmoluchowa, z domu Sokołowska (ur. 6 stycznia 1931 w Stanisławowie Dużym) – polska heteropterolog.

## Życiorys
Studiowała na Uniwersytecie Mikołaja Kopernika w Toruniu, gdzie w 1955 uzyskała stopień magistra. W 1964 na Uniwersytecie Marii Curie-Skłodowskiej w Lublinie obroniła doktorat. Prowadziła badania nad morfologią, systematyką, faunistyką i ekologią lądowych pluskwiaków różnoskrzydłych Polski (Heteroptera). Opracowała skład jakościowy i strukturę ekologiczną Heteroptera zbiorowisk łąkowych, kserotermicznych i leśnych wschodniej Polski. Dorobek Alicji Cmoluchowej obejmuje 33 publikacje naukowe, w tym opublikowany przez PWN w 1978 Klucze do oznaczania owadów Polski cz. XVIII Pluskwiaki różnoskrzydłe. Zgromadziła kolekcję 3000 egzemplarzy Heteroptera Polski, która znajduje się Zakładzie Zoologii UMCS.

## Odznaczenia
- Krzyż Kawalerski Orderu Odrodzenia Polski;
- Złoty Krzyż Zasługi.